# Shahrestān di Shazand
Lao shahrestān di Shazand (farsi شهرستان شازند) è uno dei 12 shahrestān della provincia di Markazi, il capoluogo è Shazand. Lo shahrestān è suddiviso in 3 circoscrizioni (bakhsh): 
- Centrale (بخش مرکزی)  con le città di Shazand e Astaneh.
- Sarband (بخش سربند), con la città di Hendudar.
- Zalian (بخش زالیان), con la città di Tureh.